# جین دارلینگ
جین دارلینگ (انگلیسی: Jane Darling؛ زاده ۲۶ سپتامبر ۱۹۸۰) یک بازیگر پورنوگرافی اهل جمهوری چک است. 